# Podostemaceae
Podostemaceae é uma família de plantas angiospérmicas (plantas com flor - divisão Magnoliophyta), pertencente à ordem Malpighiales.
O grupo inclui cerca de 250 espécies de plantas aquáticas.

## Géneros
| - Angolaea - Apinagia - Butumia - Castelnavia - Ceratolacis - Cladopus - Cipoia - Crenias - Crenias - Dalzellia - Devillea - Diamantina - Dicraeanthus - Diplobryum - Djinga - Endocaulos - Farmeria | - Hydrobryopsis - Hydrobryum - Indotristicha - Jenmaniella - Lawia - Ledermanniella - Leiothylax - Letestuella - Lonchostephus - Lophogyne - Macrarenia - Macropodiella - Malaccotristicha - Marathrum - Monostylis - Mourera - Oserya | - Paleodicraeia - Podostemum - Polypleurella - Polypleurum - Rhyncholacis - Saxicolella - Sphaerothylax - Stonesia - Thelethylax - Torrenticola - Tristicha - Tulasneantha - Weddellina - Willisia - Winklerella - Zehnderia - Zeylandium |